# Güns (Fluss)
Die Güns (ungarisch Gyöngyös) ist ein rund 72 km langer Fluss (mit dem Zöbernbach rund 95 km) im mittleren Burgenland sowie im westungarischen Komitat Vas (Eisenburg). Die Güns entspringt etwas nördlich von  Bernstein im Ortsteil Redlschlag im Bernsteiner Gebirge. Sie erreicht bei Rattersdorf ungarisches Gebiet, durchfließt die Städte Kőszeg (Güns) und Szombathely (Steinamanger) und mündet schließlich nach Sárvár (Kotenburg oder Rotenturm an der Raab) in die Raab (ung. Rába). 
Der Flusslauf der Güns weist zwei Besonderheiten auf. Nach etwa 12 km fließt bei Lockenhaus der Zöbernbach zu. Obwohl dieser bis zur Einmündung in die Güns eine fast dreifach längere Fließstrecke zurücklegt und eine deutlich höhere Wasserführung aufweist, behält die Güns ihren Namen bei. Knapp vor Szombathely und in etwa auf halber Flussstrecke, wird ein Großteil des Günswassers in die nahe Perint (dt. Prenten) abgeleitet. 
Die lateinische Bezeichnung der Güns lautet Sibaris und war namensgebend für das römische Sabaria, das heutige Szombathely. Die heutige Bezeichnung Zöbern dürfte eine Abwandlung von „Sibaris“ bzw. „Sabaria“ sein.